# 江戸川区立小松川小学校
江戸川区立小松川小学校（えどがわくりつ こまつがわしょうがっこう）は、東京都江戸川区平井四丁目にある公立小学校。通称「こま小」。

## 沿革
- 1914年（大正3年） - 松川尋常高等小学校（前身は松川小学）と、平井尋常高等小学校（前身は平井小学）の校舎を、移転合併し小松川尋常高等小学校として創立。
- 1926年（大正15年） - 小松川第二尋常小学校開校・分離（江戸川区立小松川第二小学校）小松川第三尋常小学校開校・分離（江戸川区立平井小学校）
- 1928年（昭和2年） - 小松川第一尋常高等小学校と名称を変更
- 1932年（昭和7年） - 東京府東京市小松川第一尋常高等小学校と名称を変更
- 1933年（昭和8年） - 小松川第四尋常小学校開校・分離（江戸川区立平井南小学校）
- 1936年（昭和11年） - 東京府東京市小松川高等小学校新設にともない、高等科を分離し、東京府東京市小松川第一尋常小学校と名称を変更
- 1940年（昭和15年） - 小松川第五尋常小学校開校・分離（江戸川区立平井東小学校）
- 1943年（昭和18年） - 東京都東京市小松川第一国民学校と名称を変更
- 1947年（昭和22年） - 東京都江戸川区立小松川小学校と名称を変更
- 1952年（昭和27年） - 分校独立・分離（江戸川区立小松川第二小学校）
- 1953年（昭和28年） - 分校独立・分離（江戸川区立平井南小学校）
- 1958年（昭和33年） - 校歌制定
- 1970年（昭和45年） - 小松川幼稚園併設
- 2018年（平成30年） - 小松川幼稚園閉園

## 教育目標
- よく考え 進んでやりとおす子
- 心豊かな 思いやりのある子
- 健康な 明るい子

## 委員会活動・クラブ活動
- 委員会
  - 代表
  - 運動
  - 保健給食
  - 飼育栽培
  - 集会
  - 図書
  - 放送
  - 情報
- クラブ
  - バスケットボール
  - スポーツ
  - 卓球
  - パソコンカメラ
  - バドミントン
  - 料理
  - 科学
  - 手芸工作

## 通学区域
- 江戸川区
  - 平井1丁目1番 - 19番、24番 - 27番
  - 平井2丁目18番 - 23番
  - 平井4丁目1番 - 3番
  - 小松川3丁目73番 - 90番
  - 小松川4丁目[1]

## 進学先中学校
- 江戸川区立小松川第二中学校

## 交通
- 中央・総武緩行線 平井駅南口より徒歩約7分